# Charlestown (Maryland)
Charlestown és una població dels Estats Units a l'estat de Maryland. Segons el cens del 2000 tenia 1.019 habitants.

## Demografia
Segons el cens del 2000, Charlestown tenia 1.019 habitants, 386 habitatges, i 282 famílies. La densitat de població era de 432,3 habitants per km².
Dels 386 habitatges en un 35,8% hi vivien nens de menys de 18 anys, en un 58,8% hi vivien parelles casades, en un 9,1% dones solteres, i en un 26,7% no eren unitats familiars. En el 17,6% dels habitatges hi vivien persones soles el 7,3% de les quals corresponia a persones de 65 anys o més que vivien soles. El nombre mitjà de persones vivint en cada habitatge era de 2,64 i el nombre mitjà de persones que vivien en cada família era de 3,03.
Per edats la població es repartia de la següent manera: un 26,8% tenia menys de 18 anys, un 5,9% entre 18 i 24, un 34,6% entre 25 i 44, un 22,3% de 45 a 60 i un 10,4% 65 anys o més.
L'edat mediana era de 36 anys. Per cada 100 dones de 18 o més anys hi havia 107,2 homes.
La renda mediana per habitatge era de 50.563 $ i la renda mediana per família de 57.644 $. Els homes tenien una renda mediana de 40.104 $ mentre que les dones 25.978 $. La renda per capita de la població era de 20.959 $. Entorn del 3,2% de les famílies i el 5,1% de la població estaven per davall del llindar de pobresa.

## Poblacions més properes
El següent diagrama mostra les poblacions més properes.